# Giải bóng đá Hạng Ba Quốc gia 2011
Giải bóng đá Hạng Ba Quốc gia 2011 là mùa giải thứ bảy của giải bóng đá hạng cao thứ 4 trong hệ thống vô địch giải bóng đá Việt Nam (sau V-League, Hạng nhất và Hạng nhì) do Liên đoàn bóng đá Việt Nam tổ chức hàng năm. Giải bóng đá hạng Ba toàn Quốc năm 2011 chính thức khởi tranh giải đấu bắt đầu từ 2/11/2011 đến 19/11/2011, với sự tham dự của 10 đội bóng khắp nơi trên cả nước.

## Thể lệ
giải bóng đá hạng Ba toàn quốc 2011 chính thức khởi tranh với sự tham gia của 10 đội bóng, chia thành hai bảng. Các bảng sẽ thi đấu vòng tròn một lượt tính điểm, xếp hạng để chọn ra hai đội xếp thứ nhất, nhì ở mỗi bảng vào thi đấu ở Vòng chung kết.
Vòng loại diễn ra từ 2/11 đến 12/11/2011 và vòng chung kết sẽ diễn ra từ ngày 17/11 đến 19/11/2011. Hai đội đứng Nhất, Nhì toàn giải sẽ giành quyền thi đấu tại giải hạng Nhì quốc gia mùa bóng 2012.
- Bảng A: Do CLB bóng đá TDC Bình Dương đăng cai gồm 5 đội cụ thể như sau: TDC Bình Dương, Đồng Nai, FC Thống nhất, Khatoco Khánh Hoà và Kon Tum.
- Bảng B: Do Trung tâm TDTT Thống Nhất đăng cai, gồm 5 đội cụ thể như sau: Navibank Sài Gòn, Bà Rịa Vũng Tàu, Bến Tre, Long An và Quang Huy Mobile.[4]

## Lịch thi đấu và kết quả

### Bảng A
|  | v |  |
|  | - |  |
|  |   |  |

|  | v |  |
|  | - |  |
|  |   |  |

|  | v |  |
|  | - |  |
|  |   |  |

|  | v |  |
|  | - |  |
|  |   |  |

|  | v |  |
|  | - |  |
|  |   |  |

|  | v |  |
|  | - |  |
|  |   |  |

|  | v |  |
|  | - |  |
|  |   |  |

|  | v |  |
|  | - |  |
|  |   |  |

|  | v |  |
|  | - |  |
|  |   |  |

|  | v |  |
|  | - |  |
|  |   |  |

| Xếp hạng chung cuộc Bảng A - Giải hạng Ba Quốc gia năm 2011 | Xếp hạng chung cuộc Bảng A - Giải hạng Ba Quốc gia năm 2011 | Xếp hạng chung cuộc Bảng A - Giải hạng Ba Quốc gia năm 2011 | Xếp hạng chung cuộc Bảng A - Giải hạng Ba Quốc gia năm 2011 | Xếp hạng chung cuộc Bảng A - Giải hạng Ba Quốc gia năm 2011 | Xếp hạng chung cuộc Bảng A - Giải hạng Ba Quốc gia năm 2011 | Xếp hạng chung cuộc Bảng A - Giải hạng Ba Quốc gia năm 2011 | Xếp hạng chung cuộc Bảng A - Giải hạng Ba Quốc gia năm 2011 |
| ----------------------------------------------------------- | ----------------------------------------------------------- | ----------------------------------------------------------- | ----------------------------------------------------------- | ----------------------------------------------------------- | ----------------------------------------------------------- | ----------------------------------------------------------- | ----------------------------------------------------------- |
| TT                                                          | Đội                                                         | Trận                                                        | Thắng                                                       | Hòa                                                         | Thua                                                        | Hiệu số                                                     | Điểm                                                        |
| 1                                                           | Khánh Hòa B                                                 | 4                                                           | 3                                                           | 1                                                           | 0                                                           | 9-0                                                         | 10                                                          |
| 2                                                           | Sài Gòn Xuân Thành B                                        | 4                                                           | 1                                                           | 3                                                           | 0                                                           | 5-3                                                         | 6                                                           |
| 3                                                           | Đồng Nai B                                                  | 4                                                           | 1                                                           | 2                                                           | 1                                                           | 4-5                                                         | 5                                                           |
| 4                                                           | Kon Tum                                                     | 4                                                           | 1                                                           | 1                                                           | 2                                                           | 4-9                                                         | 4                                                           |
| 5                                                           | Bình Dương B                                                | 4                                                           | 0                                                           | 1                                                           | 3                                                           | 3-9                                                         | 1                                                           |

### Bảng B
|  | v |  |
|  | - |  |
|  |   |  |

|  | v |  |
|  | - |  |
|  |   |  |

|  | v |  |
|  | - |  |
|  |   |  |

|  | v |  |
|  | - |  |
|  |   |  |

|  | v |  |
|  | - |  |
|  |   |  |

|  | v |  |
|  | - |  |
|  |   |  |

|  | v |  |
|  | - |  |
|  |   |  |

|  | v |  |
|  | - |  |
|  |   |  |

|  | v |  |
|  | - |  |
|  |   |  |

|  | v |  |
|  | - |  |
|  |   |  |

| Xếp hạng chung cuộc Bảng A - Giải hạng Ba Quốc gia năm 2011 | Xếp hạng chung cuộc Bảng A - Giải hạng Ba Quốc gia năm 2011 | Xếp hạng chung cuộc Bảng A - Giải hạng Ba Quốc gia năm 2011 | Xếp hạng chung cuộc Bảng A - Giải hạng Ba Quốc gia năm 2011 | Xếp hạng chung cuộc Bảng A - Giải hạng Ba Quốc gia năm 2011 | Xếp hạng chung cuộc Bảng A - Giải hạng Ba Quốc gia năm 2011 | Xếp hạng chung cuộc Bảng A - Giải hạng Ba Quốc gia năm 2011 | Xếp hạng chung cuộc Bảng A - Giải hạng Ba Quốc gia năm 2011 |
| ----------------------------------------------------------- | ----------------------------------------------------------- | ----------------------------------------------------------- | ----------------------------------------------------------- | ----------------------------------------------------------- | ----------------------------------------------------------- | ----------------------------------------------------------- | ----------------------------------------------------------- |
| TT                                                          | Đội                                                         | Trận                                                        | Thắng                                                       | Hòa                                                         | Thua                                                        | Hiệu số                                                     | Điểm                                                        |
| 1                                                           | Navibank Sài Gòn B                                          | 4                                                           | 3                                                           | 1                                                           | 0                                                           | 7-3                                                         | 10                                                          |
| 2                                                           | Bến Tre                                                     | 4                                                           | 3                                                           | 0                                                           | 1                                                           | 17-5                                                        | 9                                                           |
| 3                                                           | Quang Huy Mobile                                            | 4                                                           | 1                                                           | 1                                                           | 2                                                           | 6-9                                                         | 4                                                           |
| 4                                                           | Long An B                                                   | 4                                                           | 1                                                           | 0                                                           | 3                                                           | 6-7                                                         | 3                                                           |
| 5                                                           | Bà Rịa Vũng Tàu B                                           | 4                                                           | 1                                                           | 0                                                           | 3                                                           | 6-17                                                        | 3                                                           |

## Vòng chung kết
|  | v |  |
|  | - |  |
|  |   |  |

|  | v |  |
|  | - |  |
|  |   |  |

## Tổng kết mùa giải
Giải bóng đá hạng Ba toàn quốc 2011, đội Khatoco Khánh Hòa và đội Trẻ Sài Gòn thăng hạng Nhì 2012. Hai đội Khatoco KH và đội Trẻ Sài Gòn đồng giải nhất với bảng danh vị và giải thưởng: 30.000.000 đ/đội.